# Derek Gee

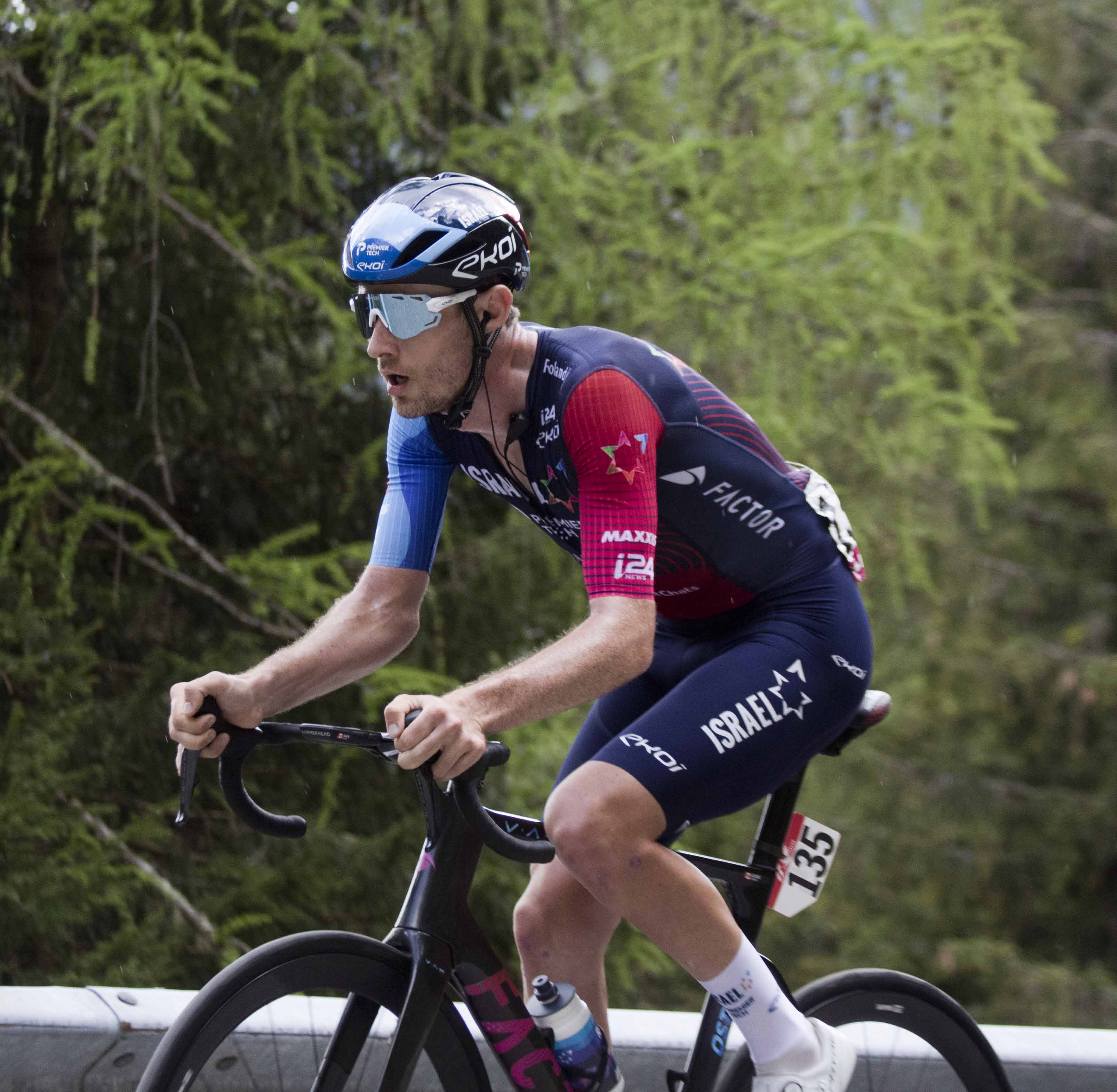
Gee beim Giro d’Italia 2023

Derek Gee (* 3. August 1997 in Osgoode, Ontario) ist ein kanadischer Radsportler, der Rennen auf Bahn und Straße bestreitet.

## Sportliche Laufbahn
2015 wurde Derek Gee kanadischer Junioren-Meister im Einzelzeitfahren; bei den Weltmeisterschaften im selben Jahr belegte er Platz 29 in dieser Disziplin. Anschließend beendete er seine Radsport-Laufbahn zunächst, um sich seinem Studium in Biowissenschaften an der Queen’s University in Kingston zu widmen. Er gehörte zu den Besten seines Jahrgangs (Dean’s List). Bald stellte er jedoch fest, dass er den Radsport vermisste, und er versuchte, ab der Saison 2016/17 Radsport und Studium miteinander zu kombinieren. Er wurde in das Bahnradsport-Programm in das National Cycling Centre in Milton aufgenommen.
2017 wurde Gee zweifacher Panamerikameister, in der Einer- sowie mit Aidan Caves, Jay Lamoureux und Bayley Simpson in der Mannschaftsverfolgung, in beiden Disziplinen wurde er zudem nationaler Meister. Bei den Commonwealth Games 2018 errang er mit Michael Foley, Jay Lamoureux und Aidan Caves Bronze in der Mannschaftsverfolgung. Im selben Jahr gewann er bei den kanadischen Bahnmeisterschaften fünf Titel. 2019 errang Gee erneut bei den Panamerikameisterschaften zwei Mal Gold, im Omnium sowie mit Vincent De Haître, Jay Lamoureux und Foley in der Mannschaftsverfolgung.
In der Saison 2021 wurde Gee Mitglied im kanadischen UCI Continental Team Xspeed United Continental, blieb jedoch ohne internationale Renneinsätze. 2022 wechselte er in die Israel Cycling Academy dem Development Team der Mannschaft Israel-Premier Tech, für die er auch als Gastfahrer eingesetzt wurde. Nach guten Ergebnissen wurde im Mai bekannt gegeben, dass Gee ab der Saison 2023 festes Mitglied im UCI WorldTeam wird.
Bei seiner ersten Grand Tour, dem Giro d’Italia 2023, belegte er aus Ausreißergruppen heraus bei der achten, zehnten, 14. Etappe und 19. Etappe jeweils den zweiten Platz. Er wurde auch Zweiter der Punktewertung, Bergwertung und Zwischensprintwertung. Er erhielt die Auszeichnung als kämpferischster Fahrer der Italienrundfahrt. Kurz darauf wurde er zum zweiten Mal kanadischer Meister im Zeitfahren.
Seinen ersten Sieg bei einem Rennen in Europa erzielte Gee beim Critérium du Dauphiné 2024, wo er die dritte Etappe im Zweiersprint gegen Romain Grégoire für sich entschied. Zudem übernahm er für einen Tag die Gesamtführung und beendete die Rundfahrt als Dritter der Gesamtwertung. Wenige Wochen später beendete er die Tour de France auf dem neunten Gesamtrang und fuhr somit erstmals in die Top 10 einer Grand Tour.
Im Jahr 2025 gewann Gee zu Beginn der Saison das Zeitfahren des Gran Camiño und sicherte sich wenig später seinen ersten Gesamtsieg bei der spanischen Rundfahrt. Nach Platz vier bei Tirreno–Adriatico und Platz drei bei der Tour of the Alps ging er als Kapitän beim Giro d’Italia an den Start, wobei er bereits auf der hügligen 1. Etappe fast eine Minute verlor. Nachdem er auch auf den Schotter-Sektoren der 9. Etappe wertvolle Zeit verloren hatte, präsentierte er sich jedoch in der letzten Woche als einer der stärksten Fahrer und belegte schlussendlich den vierten Gesamtrang. Im Juni wurde er erstmals kanadischer Meister im Straßenrennen.

## Erfolge
2015
- Kanadischer Junioren-Meister – Einzelzeitfahren

2017
- Panamerikameister – Einerverfolgung, Mannschaftsverfolgung (mit Aidan Caves, Jay Lamoureux und Bayley Simpson)
- Kanadischer Meister – Einerverfolgung, Mannschaftsverfolgung (mit Bayley Simpson, Evan Burtnik und Adam Jamieson)

2018
- Commonwealth Games – Mannschaftsverfolgung (mit Michael Foley, Jay Lamoureux und Aidan Caves)
- Kanadischer Meister – Omnium, Einerverfolgung, Punktefahren, Zweier-Mannschaftsfahren (mit Michael Foley), Mannschaftsverfolgung (mit Bayley Simpson, Evan Burtnik und Adam Jamieson)

2019
- Panamerikameister – Omnium, Mannschaftsverfolgung (mit Vincent De Haître, Jay Lamoureux und Michael Foley)
- Kanadischer Meister – Einerverfolgung, Omnium, Zweier-Mannschaftsfahren (mit Michael Foley)

2020
- Kanadischer Meister – Einerverfolgung, Omnium

2022
- Kanadischer Meister – Einzelzeitfahren

2023
- Kanadischer Meister – Einzelzeitfahren

2024
- eine Etappe Critérium du Dauphiné

2025
- Gesamtwertung, Bergwertung und eine Etappe Gran Camiño
- Kanadischer Meister – Straßenrennen

## Grand Tour-Platzierungen
| Grand Tour            | 2023 | 2024 | 2025 |
| --------------------- | ---- | ---- | ---- |
| Giro d’ItaliaGiro     | 22   | –    | 4    |
| Tour de FranceTour    | –    | 9    | –    |
| Vuelta a EspañaVuelta | –    | –    |      |